# Eaten Alive (песня)
«Eaten Alive» (с англ. — «Съеденный заживо») — песня, записанная американской певицей Дайаной Росс для её одноименного пятнадцатого студийного альбома. Песню написали и спродюсировали Барри Гибб и Морис Гибб с командой авторов, также после того, как демоверсию услышал Майкл Джексон, он внёс свою лепту в создание песни и был указан среди её авторов. Голоса Джексона и Барри Гибба также можно услышать на бэк-вокале.
Песня не стала успешной в «горячей сотне» Billboard, однако смогла добраться до третьего места в танцевальном чарте, а также войти в первую десятку чарта Hot Black Singles благодаря активной ротации видеоклипа на телеканале BET. Песня также стала успешной в Европе, войдя в топ-20 чартов Швеции, Нидерландов и Швейцарии.
Музыкальное видео было снято Дэвидом Хоганом, сюжет был вдохновлён романом «Остров доктора Моро».

## Чарты
| Чарты (1985)                              | Пиковая позиция |
| ----------------------------------------- | --------------- |
| Австралия (Kent Music Report)             | 81              |
| Бельгия/Фландрия (Ultratop 50)            | 24              |
| Великобритания (OCC UK Singles)           | 71              |
| Германия (GfK)                            | 38              |
| Италия (Musica e dischi)                  | 21              |
| Нидерланды (Dutch Top 40)                 | 26              |
| Нидерланды (Single Top 100)               | 17              |
| Новая Зеландия (Recorded Music NZ)        | 26              |
| США (Billboard Dance Club Songs)          | 3               |
| США (Billboard Hot 100)                   | 77              |
| США (Billboard Hot R&B/Hip-Hop Songs)     | 10              |
| Финляндия (Suomen virallinen singlelista) | 14              |
| Франция (IFOP)                            | 72              |
| Швейцария (Schweizer Hitparade)           | 17              |
| Швеция (Sverigetopplistan)                | 14              |